# Khaleej Sirte Sports Club
Il Khaleej Sirte Sports Club è una società calcistica libica con sede nella città di Sirte. Milita nella massima divisione del campionato libico.

## Storia
Il Sirte venne fondato il 5 maggio 1963. Ha continuato a giocare sotto questo nome fino al 29 luglio 1999, quando gli altri due club di Sirte, l'Al-Najm Al-Sate e l'Al-Intilaaq, si fusero al Sirte per formare il Khaleej Sirte.
Il Khaleej Sirte ha guadagnato la promozione in prima divisione nel 2005-06, riuscendo, l'anno successivo, ad arrivare settimo in campionato. La squadra arriva quinta nel 2007-08, e l'allenatore Abdulhafeedh Arbeesh lo guida alla vittoria delle prime coppe: la Coppa di lega di Libia e la Coppa di Libia, quest'ultima dopo una vittoria per 1-0 contro l'Al-Madina.
Nel 2009 prende parte alla Coppa della Confederazione. Dopo aver vinto per 6-0 in totale contro i tanzanesi del Prisons Football Club nel primo turno, vengono poi eliminati dagli algerini del ES Sétif, perdendo 1-0 in casa e 5-0 a Sétif. Nel 2008, durante la Coppa delle Coppe del Nord Africa, vengono sconfitti per 4-0 sul totale dai marocchini del Maghreb Fez.

## Palmarès

### Competizioni nazionali
- Coppe di Libia: 1

2007-2008

### Altri piazzamenti
- Supercoppa di Libia:

Finalista: 2008